# Grete Pirchegger
Grete Pirchegger (* 11. Juni 1941 in Stanz im Mürztal, Steiermark) ist eine österreichische Politikerin (ÖVP).

## Leben
Grete Pirchegger besuchte nach den Pflichtschulen von 1960 bis 1961 die landwirtschaftliche Fachschule St. Martin in Graz. Ab 1963 war sie Landwirtin von Beruf. Nachdem sie im Jahr 1986 die Funktion einer Kammerrätin in der steirischen Landwirtschaftskammer übernommen hatte, wurde sie im Jahr 1991 zur Vorsitzenden der Landesbäuerinnen der Steiermark gewählt.
Im Dezember 1986 zog sie als steirische Delegierte in den Bundesrat in Wien ein. Von Juli 1989 bis Juni 1994 war sie Schriftführerin des Bundesrats. Pirchegger schied nach rund elf Jahren, im April 1997, aus der zweiten österreichischen Parlamentskammer aus.
Seit ihrer Heirat bewirtschaftete sie den Bauernhof vulgo Rosenthaler in Allerheiligen im Mürztal, der aus dem Besitz der Familie des früheren steirischen Landeshauptmannes Anton Pirchegger (1885–1949) kommt. 

## Auszeichnungen
- Großes Silbernes Ehrenzeichen für Verdienste um die Republik Österreich